# Бондаренко Микола Степанович
Мико́ла Степа́нович Бондаре́нко (нар. 1 квітня 1924, Мелітополь) — український лікар-ортопед, доктор медичних наук (1973), професор (1975).

## Життєпис
Народився 1 квітня 1924, у місті Мелітополь Катеринославської губернії УСРР, нині Запорізької області України.

### Освіта
Закінчив Кримський медичний інститут у Сімферополі в 1951 році.

### Трудова діяльність
Після закінчення інституту, з 1951 по 1955 роки працював хірургом у Барнаульській міській лікарні Алтайського краю РРФСР. 
З 1955 по 1957 роки працював у Харківському науково-дослідному інституті ортопедії та травматології. 
Створив у Харкові дитячу травматологічну службу. 
Був першим завідувачем травматологічного відділення багатопрофільної дитячої лікарні № 35.
Від 1958 року працював в Українському інституті удосконалення лікарів (нині Харківська медична академія післядипломної освіти) асистентом, доцентом, та професором кафедри ортопедії та травматології.

### Наукові досягнення
У 1973 році здобув науковий ступінь доктора медичних наук, а у 1975 році — звання професора.

### Пам'ять
15 березня 2019 року в Мелітопольській міській лікарні №1 відбулося засідання Харківського та Запорізького осередків Всеукраїнської асоціації ортопедів-травматологів, присвячене 95-й річниці з дня його народження.

## Основні праці
- Ускладнені переломи. Л., 1993 (співавтор);
- Повреждение костей и суставов у детей. Х., 1994 (співавтор);
- Травматические вывихи и переломы-вывихи у детей. Х., 2003.